# Isabelle Millet
 (août 2024).
Isabelle Millet, née le 3 juillet 1966 à Paris, est une ex-journaliste de radio française, désormais écrivaine-biographe.

## Biographie
Isabelle Millet est diplômée de l'Institut pratique de journaliste (IPJ) en 1989.
Elle commence dans les radios locales du réseau Radio France, pendant trois ans, à la présentation et au reportage, avant de rejoindre pour un an la radio O'FM, à Suresnes.
Engagée par Olivier Mazerolle en 1993, elle passe seize ans à RTL. Elle présente notamment les journaux du week-end, et les flashs. Puis de 2005 à 2009, elle a la charge du journal de la rédaction de RTL, du lundi au vendredi de 12 h 30 à 13 h, aux côtés de Jérôme Godefroy.
En août 2009, elle rejoint Europe 1 pour présenter notamment le journal de 7 h dans la matinale animée par Marc-Olivier Fogiel. Depuis septembre 2012, Isabelle Millet est responsable du grand journal d'Europe 1 Soir, de 18 h à 20 h, à 18h aux côtés de Nicolas Poincaré puis de Christophe Hondelatte à la rentrée 2017. En janvier 2018, elle accompagne Laurent Bazin dans cette émission. Une demi-heure d'info tout en direct dans laquelle elle interviewe les grands acteurs qui font l'actualité.
À la rentrée 2018, elle présente les journaux entre 20h et minuit sur Europe 1. Elle présente en outre le Journal de la Nuit d'Europe 1 de 22h à 22h30. À la rentrée 2020, elle présente le journal de 18 heures et celui de 19 heures aux côtés de Julian Bugier.